# Lorna Magara
Lorna Magara là người phụ nữ đầu tiên được bầu làm chủ tịch Hội đồng Đại học Makerere, kể từ khi thành lập trường đại học năm 1922. Bà được bầu với nhiệm kỳ bốn năm và có thể gia hạn, có hiệu lực vào ngày 20 tháng 12 năm 2018. Hội đồng là một cơ quan gồm 27 thành viên phục vụ với tư cách là cơ quan quản lý tối cao của trường đại học công lập lớn nhất và lâu đời nhất ở Uganda.

## Bối cảnh và giáo dục
Magara sinh ra ở Uganda trong những năm 1960. Sau khi theo học tại các trường tiểu học và trung học địa phương, cô Magara được nhận vào Đại học Makerere, nơi cô tốt nghiệp với bằng Cử nhân Nghệ thuật với Văn bằng Giáo dục đồng thời, năm 1988.
Bằng cấp thứ hai của cô là một Thạc sĩ Nghệ thuật về Lãnh đạo và Quản lý Tổ chức, được trao tặng bởi Đại học Christian Christian, ở Quận Mukono. Ngoài ra, cô còn có một số chứng chỉ về lãnh đạo và giáo dục từ các tổ chức trong nước và quốc tế.

## Nghề nghiệp
Trong sáu năm đầu tiên của sự nghiệp, từ năm 1989 đến năm 1995, Magara là một nhân viên nhân sự tại Quỹ An sinh Xã hội Quốc gia Uganda (NSSF). Trong khả năng này, cô là thành viên của nhóm thành lập bộ phận đào tạo và đơn vị lập kế hoạch nhân lực tại NSSF.
Sau đó, Magara đi làm tư vấn riêng và làm Giám đốc tại Destiny Consulting Limited, một công ty tư vấn cung cấp các chương trình đào tạo lãnh đạo. Giai đoạn này trong sự nghiệp của cô kéo dài 12 năm, cho đến năm 2008
Năm 2008, Magara trở thành giảng viên tại Diễn đàn doanh nghiệp Vương quốc châu Phi (AKBF), một chuyên gia tư vấn phát triển nhân sự cung cấp các chương trình đào tạo lãnh đạo. Cô cũng bắt đầu làm việc như một thành viên của khoa tại Chương trình đào tạo lãnh đạo châu Phi Sundolous (SALT), một tư vấn đào tạo nhân lực và đào tạo khác.
Magara dự kiến sẽ phục vụ nhiệm kỳ bốn năm tái tạo với tư cách là Chủ tịch Hội đồng Đại học Makerere với Daniel Kidega, cựu diễn giả của Hội đồng Lập pháp Đông Phi làm Phó Chủ tịch.